# Paul François Joseph Danel
Paul François Joseph Danel est un homme politique français né le 16 octobre 1754 à Lille (Nord) et décédé le 3 octobre 1847 au même lieu.

## Biographie
Conseiller au siège royal de la gouvernance du souverain bailliage de Lille sous l'Ancien Régime, il devient juge au tribunal de district en 1791 et officier municipal de Lille en 1793. Il est élu député du Nord au Conseil des Cinq-Cents le 26 germinal an VII. Partisan du coup d'État du 18 Brumaire, il passe au Corps législatif où il siège jusqu'en 1806. Il retourne ensuite dans la magistrature, devenant substitut près le tribunal civil en 1809, puis procureur impérial en 1811 et enfin juge suppléant au tribunal civil en 1818.

## Sources
- « Paul François Joseph Danel », dans Adolphe Robert et Gaston Cougny, Dictionnaire des parlementaires français, Edgar Bourloton, 1889-1891 [détail de l’édition]